# Jal el Dib - Bkenneya
Jal el Dib - Bkenneya è un  comune (municipalité) del Libano situato nel distretto di al-Matn, governatorato del Monte Libano.